# Hrabstwo Ida

Piramida wieku hrabstwa

Hrabstwo Ida – hrabstwo położone w USA w stanie Iowa z siedzibą w mieście Ida Grove. Założone w 1851 roku.

## Miasta i miejscowości
- Arthur
- Battle Creek
- Galva
- Holstein
- Ida Grove

## Drogi główne
- U.S. Highway 20
- U.S. Highway 59
- Iowa Highway 31
- Iowa Highway 175

## Sąsiednie hrabstwa
- Hrabstwo Cherokee
- Hrabstwo Sac
- Hrabstwo Crawford
- Hrabstwo Woodbury